# Culture à Philadelphie
La ville de Philadelphie possède une vie culturelle variée et dynamique. Dès le XVIIIe siècle, Philadelphie s’affirme comme un foyer majeur de création artistique, musicale et même culinaire. L'histoire des migrants explique en partie la grande diversité de la culture.

## Histoire
Lorsque William Penn fonde la ville en 1682, il souhaite que celle-ci soit un lieu de tolérance religieuse. De nombreux adeptes de sectes (quakers, Mennonites, Amish, Moraviens et Piétistes), persécutés en Europe, trouvent alors refuge à Philadelphie et pratiquent librement leur religion. Ce climat de tolérance est favorable à l’épanouissement d’une culture diversifiée. La diversité se développe à mesure que les immigrants, originaires de différentes régions de l’Europe (Irlande, Allemagne, Italie, Pologne, etc.), s’installent dans la ville.
À la fin du XVIIIe siècle, Philadelphie était le « véritable centre des Lumières révolutionnaires », notamment sous l’impulsion de Benjamin Franklin (1706-1790). Ce personnage, né à Boston, vécut à Philadelphie à partir de 1723 et fut l’un des fondateurs de la Library Company of Philadelphia (1731), de l’Université de Pennsylvanie (1740) et de la société américaine de philosophie (1743). En 1728, John Bartram créa un jardin botanique, le premier du genre en Amérique du Nord.
Le savoir et la culture connurent un développement important au XVIIIe siècle : dans les années 1760 s’ouvrirent une école d’anatomie, une école de médecine en 1765 et, l'année suivante, un théâtre permanent. C’est en 1790 que fut inaugurée la Law School of the University of Pennsylvania, la plus ancienne école de droit des États-Unis. Plusieurs artistes de la ville fondèrent en 1794 le Columbianum, qui constituait alors la première société pour la promotion des Beaux-Arts.
Au XXe siècle, l’arrivée d’Asiatiques, de Portoricains et d’Africains contribue au brassage culturel qui caractérise la ville. Ils constituent des quartiers ethniques comme le Chinatown, le quartier italien (South Philadelphia) et portoricain (North Kensington). Le quartier gay se concentre autour de Washington Square West.

## Arts plastiques
Au XVIIIe siècle, l’élite de la ville soutient le développement des arts, notamment la peinture, en commandant des portraits. De nombreux artistes vinrent s’installer à Philadelphie, comme William Williams (1727-1791) qui enseigna à Benjamin West (1738-1820). En 1805, la Pennsylvania Academy of the Fine Arts fut fondée par le peintre Charles Willson Peale, le sculpteur William Rush, et d’autres : elle est la plus ancienne école d’art et le plus ancien musée des États-Unis. Cette institution forma de grands noms de la peinture américaine tels que  Thomas Eakins, Mary Cassatt et Henry Ossawa Tanner.
Le plus grand musée de la ville, le Philadelphia Museum of Art, fut fondé en 1876 au cours de l’exposition universelle (Centennial Exposition). Aujourd’hui, il comporte plus de 225 000 œuvres. Non loin du Museum of Art se trouve le Rodin Museum. Fondé en 1929, ce dernier abrite la plus grande collection d’œuvres du sculpteur français en dehors de la France.
En 1872, la Fairmount Park Art Association fut créée. Son but était de développer l’art public dans le parc et sur les rives de la Schuylkill River et s’inscrivait dans l’aménagement urbain de la ville. Dans les années 1950, il fut décidé qu’un minimum de 1 % du budget pour les constructions. Sous la pression de l’Artists Equity Association, cette clause devint l’ordonnance de Percent of Art en 1959. Elle permit la réalisation de nombreuses sculptures dans les rues et les jardins de la ville.
Les statues des grandes personnalités de Philadelphie sont omniprésentes : celle de Benjamin Franklin (sur le campus de l’Université de Pennsylvanie) ou celle de William Penn (au sommet de l’hôtel-de-ville) en sont quelques exemples.
En 1984, la municipalité lança un programme artistique afin d’éliminer les graffitis en peignant des fresques sur les murs des bâtiments. Le Mural Arts Program permit la réalisation de plus de 2300 fresques murales, un record aux États-Unis. Il embellit les quartiers de la ville et inspira de nombreux artistes comme ceux de la New Hope School (Bucks County) ou des Philadelphia Ten.
Depuis 1991, chaque premier vendredi du mois, dans le quartier d’Old City. les galeries d’art ouvrent leurs portes jusque tard le soir et proposent diverses expositions.

## Musique

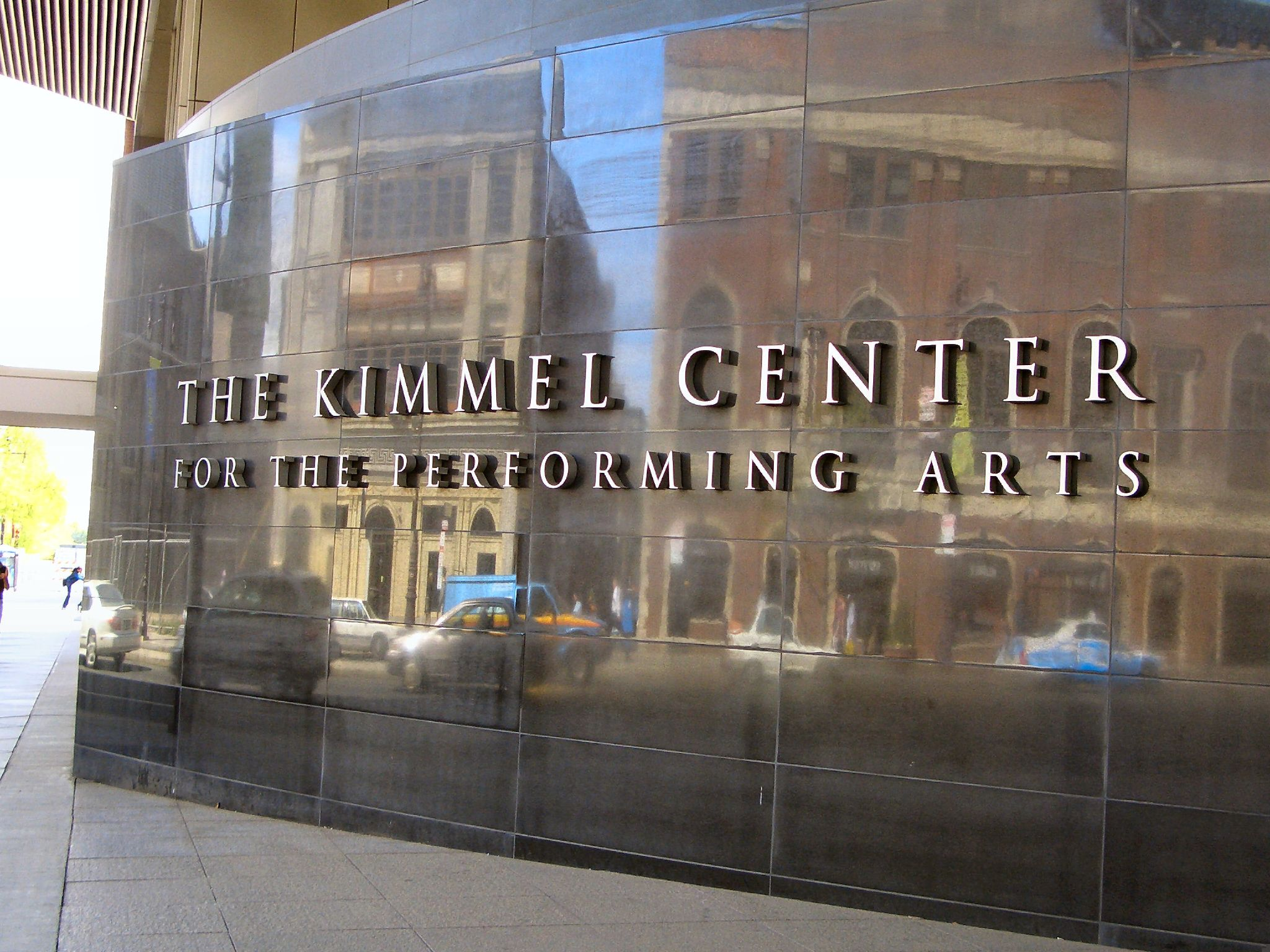
Kimmel Center for the Performing Arts

Dès le milieu du XVIIIe siècle, les premiers orgues furent installées dans les églises de Philadelphie et le premier opéra ouvrit ses portes (The Beggar’s opera). Au siècle suivant, la Music Fund Society et l’Academy of Music furent fondées.
Philadelphie est le lieu de naissance de nombreux musiciens : le compositeur William Henry Fry (né en 1813) ; les figures du jazz John Coltrane et Charlie Biddle animèrent également la scène philadelphienne au XXe siècle.
Les institutions les plus prestigieuses sont :
- Academy of Music (1857)
- Philly Pops
- Opera Company of Philadelphia (1975)
- Philadelphia Opera (1900)

Le Kimmel Center for the Performing Arts est ouvert depuis 2001.
La Philadelphia soul, ou Philadelphia sound, est un courant musical né dans la ville dans les années 1960, dont le représentant le plus célèbre est Billy Paul. Plus récemment, Philadelphie est considérée comme l’un des berceaux du gangsta rap et du rap hardcore avec les chansons de MC Schooly D.
Le 13 juillet 1985, Philadelphie a accueilli le concert Live Aid en faveur de l’Éthiopie au JFK Stadium. Le 2 juillet 2005, Bob Geldof choisit Philadelphia pour organiser le concert du Live 8 sur le Benjamin Franklin Parkway, qui réunit entre 600 000 et 800 000 personnes.

## Littérature

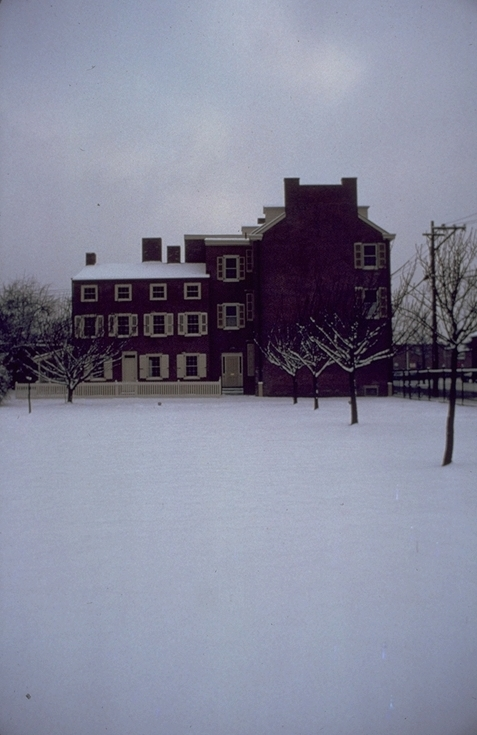
The Edgar Allan Poe National Historic Site, à Philadelphie

L’évolution de la littérature à Philadelphie est le reflet de l’histoire de la ville. Les premières formes de littérature se manifestent dans les écrits des pasteurs au XVIIIe siècle. Rapidement, le mouvement des Lumières inspire les écrits politiques de Benjamin Franklin et la presse de la ville (Pennsylvania Gazette) se fait l’écho des revendications des patriotes. Benjamin Franklin publia son Poor Richard's Almanac sous le pseudonyme « Richard Saunders », entre 1732 et 1758
Le courant abolitionniste, lié au quakerisme, se développe parmi les auteurs résidant à Philadelphie : en 1739 fut publié le premier traité contre l’esclavage. Antoine Bénézet (1713-1784) établit des écoles (Negro School at Philadelphia) pour l’instruction des Afro-américains ainsi qu’une organisation abolitionniste (Pennsylvania Society for the Abolition of Slavery, 1775). Il publia un grand nombre d’ouvrages en leur faveur 1767.  Lucretia C. Mott (1793-1880) fit de sa maison le centre du mouvement antiesclavagiste à Philadelphie et une étape du Underground Railroad (chemin des clandestins). Elle fonda en 1833 la Female Anti-Slavery Society (Société féminine antiesclavagiste). En 1844, William Still s’installa à Philadelphie ; il publia The Underground Railroad basé sur les témoignages des fugitifs noirs qu’il accueillit.
Au XIXe siècle, de nombreux écrivains habitent dans l’agglomération de Philadelphie. Les romans de Charles Brockden Brown (mort en 1810) paraissent dans les magazines et la presse de la ville. Le poète et romancier Edgar Allan Poe (1809-1849) se fixe à Philadelphie en 1838-1844 : on peut d’ailleurs toujours visiter sa maison sur Spring Garden Street. Il écrit pour le mensuel Burton's Gentleman's Magazine, publie plusieurs œuvres et fonde la revue littéraire Pen Magazine.
Parmi les écrivains nés à Philadelphie, on peut citer Louisa May Alcott (1832-1888), Alain Locke (1885-1954) ou, plus récemment, Lisa Scottoline (née en 1955)
Œuvres dont l’action se situe à Philadelphie :
- George Lippard (1822-1854), The Quaker City, 1844
- William Gardner Smith (1927-1974) : son roman South Street s’inspire de son enfance dans le quartier noir de Philadelphie.
- Richard Montanari, Déviances
- Roger Martin, Nicolas Otero, Les Commandos de Philadelphie
- François Billetdoux, Réveille-toi, Philadelphie
- Don Pendleton, Panique à Philadelphie
- Philippe Olivero, La Mère inconnue : Lettres de Philadelphie (Broché)
- J. E. Wideman, L'incendie de Philadelphie
- Sarah Frydman, La belle de Philadelphie

## Théâtre et danse
Le plus ancien théâtre de la ville est le Southwark Theater, fondé en 1766 ; le Chestnut Street Theater ouvrit ses portes en 1794. Les théâtres se multiplièrent au XIXe siècle (Forrest Theater, Walnut Street Theater). La Philadelphia Theater Company joue dans le Plays and Players Theater. Chaque année, des pièces de William Shakespeare sont jouées pendant le Philadelphia Shakespeare Festival.
Aujourd’hui, la plupart des grandes institutions se trouvent sur l’Avenue des Arts (Avenue of the Arts) : le Kimmel Center for the Performing Arts accueille l’orchestre de Philadelphie (Philadelphia Orchestra) et l’académie de musique (Academy of Music) ainsi que l’opéra de Philadelphie (Philadelphia Opera).
Le Pennsylvania Ballet (1963) possède une renommée nationale et se produit à l’Academy of Music ainsi qu’au Merriam Theater. La Philadelphia Dance Company (Phildanco, 1970) est spécialisée dans la danse moderne.

## Film et télévision
Le cinéma fit son apparition à Philadelphie dès la fin du XIXe siècle. Le 18 décembre 1895, Charles Francis Jenkins exposa son appareil de projection cinématographique à l’institut Franklin. Une semaine après, Woodville Latham présenta son eidoloscope aux Philadelphiens. Siegmund Lubin, opticien d’origine allemande, acheta la caméra de Jenkins et tourna plusieurs films dans la ville. Il construisit ensuite ses propres appareils et fonda la Lublin Manufacturing Company en 1902. Il ouvrit les premières salles de cinéma de Philadelphie. En 1905, Jules Mastbaum ouvrit le premier nickelodeon de la ville. À partir de la Première Guerre mondiale, le cinéma connut un coup d’arrêt à Philadelphie. Dans les années 1930, la Philco Corporation fonde la première station de télévision, W3XE. Celle-ci devint une filiale de NBC en 1939 ; elle changea de nom en 1941 pour devenir WPTZ-TV. Selon le Nielsen Media Research, Philadelphie détient le 4e marché des médias des États-Unis . L’American Bandstand, Double Dare et The Mike Douglas Show sont les principales émissions réalisées à Philadelphie.
Il faut attendre 1985 pour que la municipalité inaugure le Greater Philadelphia Film Office destiné à développer la production cinématographique et audiovisuelle dans la région, grâce à des aides financières. Enfin, chaque année se tiennent le festival du film de Philadelphie (Philadelphia Film Festival) et le festival international du film gay et lesbien (Philadelphia International Gay and Lesbian Film Festival).

## Événements culturels

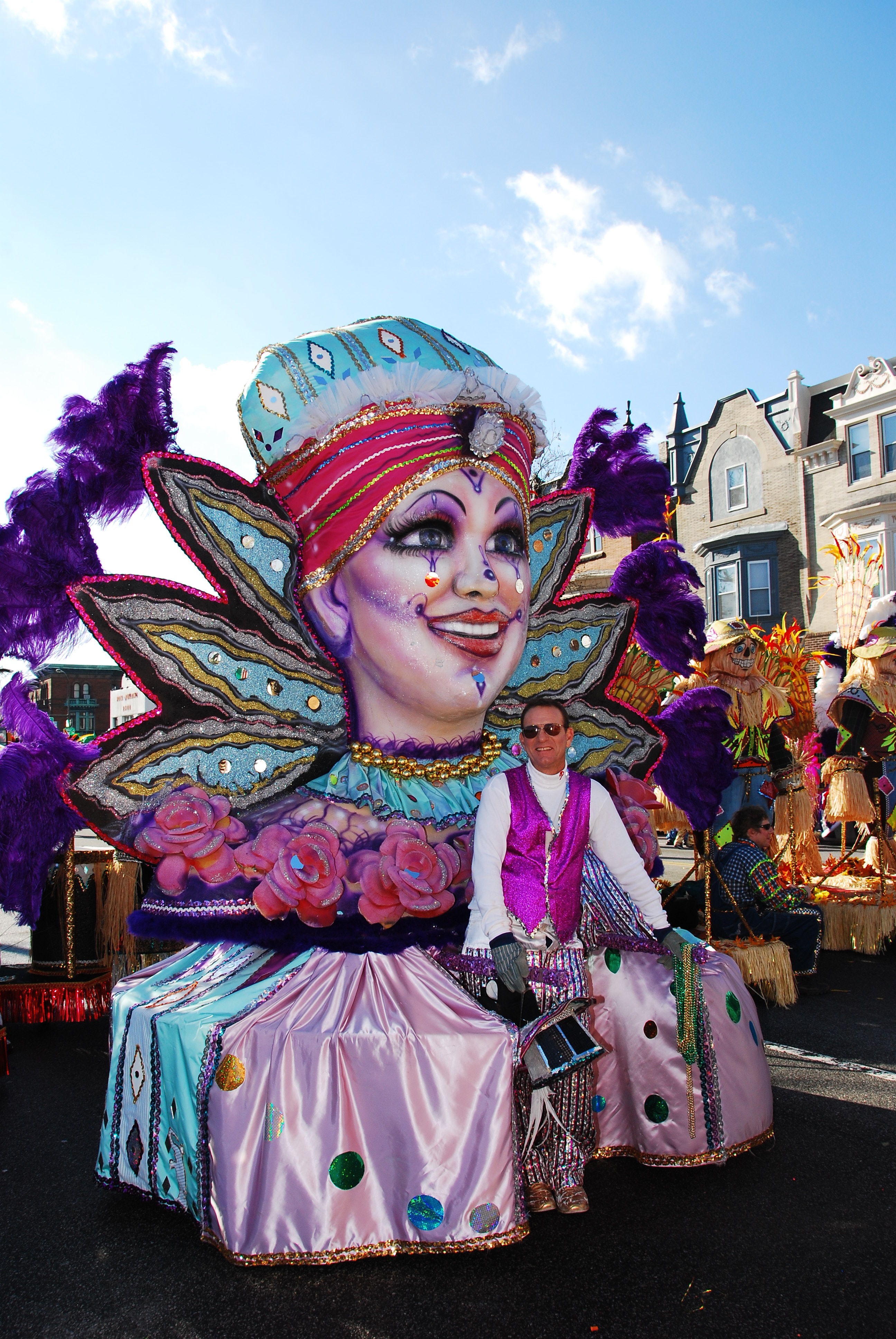
Mummers Parade, Philadelphie

Philadelphie organise de nombreux festivals tout au long de l’année. L’un des événements culturels les plus connus est la parade des Mummers (Mummers Parade) : chaque 1er janvier puis 1901.
Les communautés portoricaine et irlandaise organisent également des défilés dans les rues (Puerto Rican Day Parade et Saint Patrick's Day Parade). Depuis 1993, la fête nationale est marquée par une série de concerts et de manifestations culturelles appelée Welcome America, du mois de juin jusqu’au 4 juillet.
Les fraternités étudiantes afro-américaines organisent le Greek Picnic chaque mois de juillet. Le Wing Bowl est un concours d’alimentation sportive qui se tient chaque année depuis 1993.
Liste des festivals et manifestations culturelles à Philadelphie :
- janvier : Mummers Parade
- février :Wing Bowl
- mars : Philadelphia Flower Show
- avril : Philadelphia Film Festival  ; Penn Relays
- mai : Dad Vail Regatta ; Jam on the River
- juin : US Pro Cycling Tour ; Philadelphia Pride Parade ; Odunde Festival Weekend
- juillet : Sunoco Welcome America Week ; Unity Day
- août : Philadelphia Folk Fest ; Book and the Cook Festival
- septembre : Philadelphia Fringe/Live Arts Festival
- octobre : Boscov's Thanksgiving Day Parade
- décembre : Rittenhouse Square Tree Lighting ; feu d'artifice de la saint Sylvestre

## Cuisine

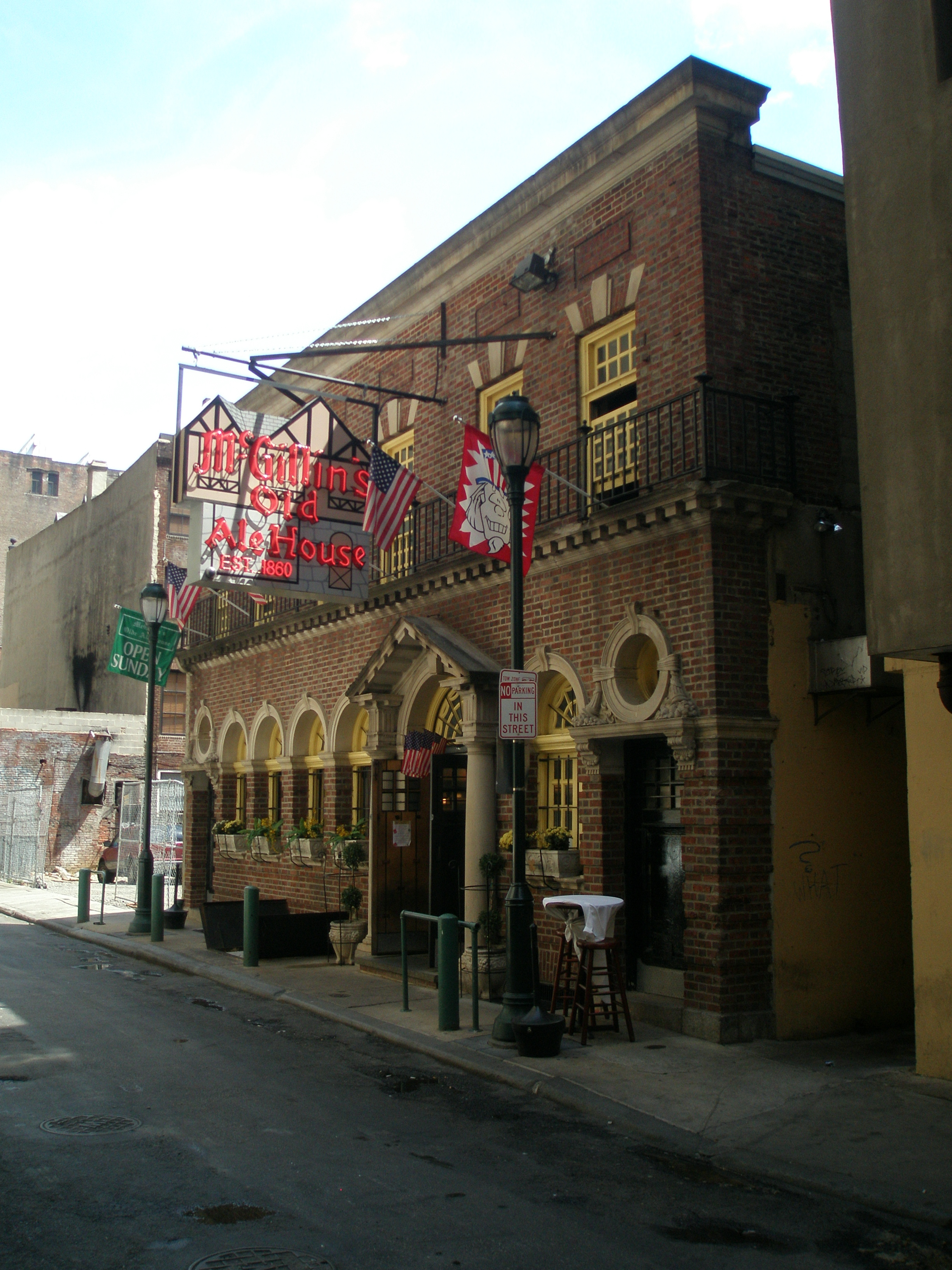
McGillin's Olde Ale House

Il existe une cuisine spécifique à la ville de Philadelphie : les spécialités les plus connus sont les hoagies (sandwichs proches du kebab), les cheesesteaks (sandwichs à la viande et au fromage), les bretzels mous (soft pretzels) et les glaces à l’eau (water ice) ; elles témoignent de la diversité des origines des Philadelphiens.
Un hoagy (ou grinder) est un sandwich chaud fait avec un pain allongé, semblable à une baguette, garni de viande, de fromage, de salade, tomate, oignons, origan, poivre, d’huile d’olive ou de mayonnaise.
Le cheesesteak est un sandwich à la viande et au fromage ; il fut inventé dans les années 1930 et demeure un symbole de la ville. Les bretzels et les glaces à l’eau ont été importés à Philadelphie par les immigrants allemands et italiens.
À l’époque coloniale, les tavernes telles que la London Coffee House et la Tun Tavern étaient des lieux de sociabilité et de contestation révolutionnaire. À la fin du XIXe siècle furent créés le Reading Terminal Market et le marché italien (Italian Market). De nombreux restaurants furent ouverts dans le centre-ville à partir des années 1970.

## Philadelphie dans la culture populaire
Les romans dont l’action se situe à Philadelphie :
- George Lippard, The Quaker City, 1844
- John J. Rust, Epsilon
- John Edgar Wideman, Philadelphia Fire: A Novel
- Jonathan Franzen, The Corrections

Le film Rocky montre divers endroits de la ville. Le film Philadelphia traite de la discrimination envers les maladies du SIDA. Les histoires de M. Night Shyamalan (Le sixième sens et Incassable) se déroulent à Philadelphie ou dans sa région.
Autres films tournés à Philadelphie :
- The Philadelphia Story (1940)
- Kitty Foyle: The Natural History of a Woman (1940)
- The Philadelphia Experiment (1984), film de science-fiction réalisé par Stewart Raffill
- Flic et Rebelle (Renegades, 1989), film d'action réalisé par Jack Sholder, tourné en partie à Philadelphie
- Le Kid De Philadelphie réalisé par James Foley avec Al Pacino.

Séries télévisées :
- Cold Case : Affaires classées
- Hack
- The Class
- It's Always Sunny in Philadelphia